# Perlbach (Este)
Der Perlbach ist ein 4,5 km langer Bach in der Gemeinde Heidenau und der Gemeinde Hollenstedt, der von links und Südwesten in die Este mündet.

## Verlauf
Der Perlbach entspringt bei mehreren Teichen westlich von Ochtmannsbruch und fließt in einem Wiesen- und Waldgebiet in Richtung Nordosten. Er durchfließt die Angelteiche des Angelverein Früh Auf am Kampweg nördlich von Ochtmannsbruch. Der Bach unterquert die K 43, nimmt von links den Heidbach auf und unterquert die L 141. Durch weitere Teiche fließend, unterquert der Bach den Estewanderweg und mündet südlich der Autobahnabfahrt Hollenstedt von links und Südwesten in die Este.

## Zustand
Der Perlbach ist im gesamten Verlauf mäßig belastet (Güteklasse II).

## Befahrungsregeln
Wegen intensiver Nutzung der Este durch Freizeitsport und Kanuverleiher erließ der Landkreis Harburg 2002 eine Verordnung unter anderem für die Este, ihre Nebengewässer und der zugehörigen Uferbereiche, die den Lebensraum von Pflanzen und Tieren schützen soll. Seitdem ist das Befahren und Betreten des Perlbachs ganzjährig verboten.